# Der Bockerer (Theaterstück)
Der Bockerer ist ein Theaterstück von Ulrich Becher und Peter Preses.

## Inhalt
Mit dem Anschluss Österreichs beginnt das Deutsche Reich auch das Leben des einfachen Fleischhauers Karl Bockerer durcheinanderzubringen. Sein Sohn Hansi ist der Faszination der Nazis bereits erlegen, seine Frau Binerl zieht es zu deren Aufmärschen hin. Plötzlich muss auch sein Freund und Tarockpartner Rosenblatt Wien Hals über Kopf verlassen. Als Freund bleibt nur der Herr Hatzinger über.
Die Menschlichkeit verschwindet, der Krieg ist unausweichlich. Bockerer versteht die Welt nicht mehr. Aber er behält seinen scharfen Verstand, seinen bissigen Humor und seine Schlagfertigkeit. Schelmisch und gleichzeitig besonnen beginnt der Bockerer den passiven Widerstand gegen das „Tausendjährige Reich“.

## Zur Entstehung
Nach dem sogenannten „Anschluss“ Österreichs an das nationalsozialistische Deutschland trafen im August 1938 im Zürcher Exil der Schauspieler Peter Preses sowie die Schriftsteller Ulrich Becher und Friedrich Torberg aufeinander. Torberg kannte Preses und Becher aus Wien. Preses lernte Becher wohl erst durch Torberg in Zürich kennen.
In Zürich gab Preses im Freundes- und Kollegenkreis Anekdoten über einen „Herrn Neidinger“ zum Besten (ob ein Fleischhauer ähnlichen Namens aus dem 4. Wiener Bezirk wirklich existierte, ist nicht nachweisbar). In der Folge verfasste Friedrich Torberg sechs Geschichten vom und über den „Herrn Neidinger“, die anonym zwischen Weihnachten 1938 und August 1939 in der in Paris herausgegebenen Exilzeitschrift Die österreichische Post erschienen. Eine davon basierte auf einer Idee von Preses, zwei auf Ideen von Preses und Torberg, drei waren Torbergs eigene Erfindungen.
Als die „Neidinger“-Geschichten in der Österreichischen Post zu erscheinen begannen, waren Torberg und Preses zunächst noch in Zürich. Torberg setzte seine Flucht im Frühjahr 1939 fort und gelangte im Herbst 1940 nach Hollywood. Preses emigrierte 1939 weiter nach London, wo er in der österreichischen Exilbühne „Laterndl“ auftrat (in dem 1939/40 vermutlich drei „Neidinger“-Geschichten in Szene gesetzt wurden), kam im Sommer 1940 in New York an, trat in die amerikanische Armee ein und leitete ab 1943 in Camp Carson, Colorado ein Theater für die dortigen Soldaten. Becher, der mit dem „Neidinger“ zunächst nicht mehr zu tun hatte, als dass er Preses‘ Zürcher Anekdoten und die von Torberg verfassten Geschichten kannte, reiste 1941 nach Rio de Janeiro weiter.
In diesen Jahren stand Torberg sowohl mit Becher als auch mit Preses in brieflichem Kontakt. Die Korrespondenz Torberg/Preses dreht sich immer wieder um die Figur des „Herrn Neidinger“. Preses bescheinigte Torberg im Dezember 1941, dass dieser „der rechtliche Autor, der in der ‚Öst Post‘ erschienenen Neidinger Geschichten“ sei, und „dass niemand, ausser uns beiden das Recht hat, die Figur des Karl Neidinger in irgendeiner Weise ohne Deine Zustimmung öffentlich zu verwerten.“ Beide standen einander ausdrücklich im Wort, gemeinsam aus diesem Stoff ein abendfüllendes Stück zu machen.
1944/45 trafen Torberg, Preses und Becher in New York ein. Die Freundschaft Torberg/Becher ging in Brüche, und Preses begann – gegen seine nachweisliche Absprache mit Torberg – das Stück über den „Herrn Neidinger“ mit Becher zu verfassen. Nach einem Szenenvorabdruck in der Austro American Tribune im März 1946 machte Torberg seine Urheberrechtsansprüche an der Figur geltend und reichte im November 1946 eine Klage gegen Preses und Becher ein. Der Prozess endete im März 1947 mit einem Vergleich: Torberg behielt die Rechte am Namen und Titel „Neidinger“, Preses jene an der Figur unter anderem Namen. Aus dem „Herrn Neidinger“ wurde Der Bockerer.
Der Bockerer erschien gedruckt erstmals Anfang 1948 in der Continental Edition des Aurora-Verlags beim Verlag Sexl in Wien.
Am 2. Oktober 1948 wurde das Stück unter der Regie von Günther Haenel im „Neuen Theater an der Scala“ in Wien uraufgeführt.
Es vergingen viele Jahre bis zur nächsten Inszenierung, die erst 1963 in Deutschland, im Landestheater Tübingen, stattfand. Im selben Jahr wurde das Stück für das österreichische Fernsehen mit Fritz Muliar in der Hauptrolle verfilmt. 1978 erzielte das Stück in Mannheim einen sehr großen Erfolg, dem sich nun auch das österreichische Theater nicht mehr entziehen konnte. Die größte Popularität bekam Der Bockerer 1981 durch die Kinoverfilmung von Franz Antel.
Becher selbst nennt das Stück: „Eine schwejkartige Satire auf sieben Jahre Hitlerei in Österreich.“

## Uraufführung
Das Stück wurde als „tragische Posse“ am 2. Oktober 1948 an der Scala in Wien uraufgeführt. Regie führte Günther Haenel, das Bühnenbild schuf Teo Otto. Die Titelrolle wurde gespielt von Fritz Imhoff, weiter spielten Karl Paryla als Alois Seichgruber, Hans Putz als SS-Mann Gstettner, Wolfgang Heinz als Rosenblatt, Günther Haenel als Uhrmacher Knabe sowie in weiteren Rollen Anton Duschek, Eduard Loibner, Maria Gabler, Hella Ferstl, Trude Hajek, Oskar Willner, Rudolf Rhomberg und Otto Tausig.
Das Theater wurde von aus dem Exil zurückgekehrten Schauspielern gegründet und befand sich noch in der sowjetischen Besatzungszone. Deshalb litt das Theater unter dem Spitznamen „Kommunistentheater“.
„Die österreichische Zeitung“ lobte das Stück in einer ihrer Ausgaben: „Kein Drama, aber gewiss doch eine dramatische Monographie, eine Charakterstudie, und eine überaus genaue, plastische, packende. In einen sehr realen Gesichtskreis gestellt. Mit einer vorzüglichen Zeit- und Raumkenntnis. Wahrhaftig, eine tragische Posse voll unvergesslicher Augenblicke.“
Dagegen hielt die „Arbeiter Zeitung“ wenig von den Autoren: „Die beiden Autoren stellen den ehrsamen Selchermeister Bockerer, der sich mit der „Größe“ der Zeit zwischen 1933 und 1945 nicht abfinden konnte, in gutgemeinter Bilderbogenmanier, aber mit nur allzu verflachender Schwarz-Weiß-Zeichnung auf die Bühne. So gelingen ihnen auch nur ganz wenige Szenen“.
Mit 80 Aufführungen war Der Bockerer eines der erfolgreichsten Stücke der Scala. Doch durch die Gegnerschaft Torbergs, der in der Nachkriegszeit alles boykottierte, was nur mit einem Hauch von Kommunismus belastet war, erfuhr das Stück nach der abgelaufenen Spielsaison vorerst geringe Popularität und keine Wiederaufnahme.

## Fernsehspiel
Erstmals verfilmt wurde das Theaterstück als Fernsehspiel des  österreichischen Rundfunks unter der Regie von Michael Kehlmann. Die Erstausstrahlung erfolgte am 26. Jänner 1963. Die Titelrolle spielte Fritz Muliar. Weitere Mitwirkende waren Marianne Gerzner, Heinz Trixner, Hans Olden, Carl Merz, Franz Böheim und Johann Sklenka und Günther Haenel (In der Rolle des Herrn Knabe; Er war Regisseur der Uraufführung des Bockerers 1948).

## Film
Die gleichnamige Filmreihe  Der Bockerer von Franz Antel handelt als Fortsetzung des originalen Schauspiels von der Geschichte Österreichs. Das Konzept zur Serie stammt von Carl Szokoll. Hauptdarsteller ist der österreichische Schauspieler Karl Merkatz, welcher die Rolle des Wiener Fleischhauers Karl Bockerer spielt, die er zuvor bereits in einer Aufführung des Wiener Volkstheaters gegeben hatte (1980, Regie: Dietmar Pflegerl, Bühnenbild: Hans Hoffer, mit Hilde Sochor, Heinz Petters).
Der erste Teil der Reihe basiert auf dem Theaterstück von Becher und Preses, einzelne Szenen wurden von H. C. Artmann ergänzt. Die weiteren Verfilmungen, insgesamt gibt es vier Teile, haben mit dem ursprünglichen Theaterstück, außer der Person des „Bockerers“, nichts mehr zu tun.

## Ausgaben
- Peter Preses, Ulrich Becher: Der Bockerer. Sexl, Wien 1946 (recte 1948[6]).
- Ulrich Becher, Peter Preses: Der Bockerer.  Rowohlt, Reinbek bei Hamburg 1984. ISBN  3-499-14850-1 (= rororo theater, Band 4850)